# Exorstaenia
Exorstaenia là một chi bướm đêm thuộc phân họ Tortricinae của họ Tortricidae.

## Các loài
- Exorstaenia festiva Razowski & Becker, 2000
- Exorstaenia nova Razowski & Becker, 2000